# العلاقات البرازيلية المالديفية
العلاقات البرازيلية المالديفية هي العلاقات الثنائية التي تجمع بين البرازيل والمالديف.

## مقارنة بين البلدين
هذه مقارنة عامة ومرجعية للدولتين:
| وجه المقارنة                                              | البرازيل | [[تصنيف:صفحات تستخدم رمز علم غير موجود\|]] المالديف |
| --------------------------------------------------------- | --- | --------------------------------------------------- |
| المساحة (كم2)                                             | 8.52 مليون | 298                                                 |
| عدد السكان (نسمة)                                         | 202.66 مليون | 436.33 ألف                                          |
| الكثافة السكانية (ن./كم²)                                 | 23.79 | 146.42 ألف                                          |
| العاصمة                                                   | برازيليا، ريو دي جانيرو | ماليه                                               |
| اللغة الرسمية                                             | برتغالية برازيلية، Brazilian Sign Language ‏ | اللغة الديفهي                                       |
| العملة                                                    | ريال برازيلي، كروزيرو ريال برازيلي ‏، كروزيرو البرازيلية (1990–1993)، البرازيلي كروزادو نوفو، كروزادو برازيلي، cruzeiro ‏، كروزيرو البرازيلية (1942–1967)، الريال البرازيلي (قديم) | روفيه مالديفية                                      |
| الناتج المحلي الإجمالي (بليون دولار)                      | 2.06 تريليون | 4.60 مليار                                          |
| الناتج المحلي الإجمالي (تعادل القوة الشرائية) بليون دولار | 3.22 تريليون | 5.23 مليار                                          |
| الناتج المحلي الإجمالي الاسمي للفرد دولار أمريكي          | 8.54 ألف | 8.39 ألف                                            |
| الناتج المحلي الإجمالي للفرد دولار أمريكي                 | 15.89 ألف | 12.53 ألف                                           |
| مؤشر التنمية البشرية                                      | 0.754 | 0.706                                               |
| رمز المكالمات الدولي                                      | +55 | +960                                                |
| رمز الإنترنت                                              | .br | .mv                                                 |
| المنطقة الزمنية                                           | | ت ع م+05:00                                         |

## منظمات دولية مشتركة
يشترك البلدان في عضوية مجموعة من المنظمات الدولية، منها:
| علم المنظمة | اسم المنظمة                        | تاريخ انضمام البرازيل | تاريخ انضمام المالديف |
| ----------- | ---------------------------------- | --------------------- | --------------------- |
|             | الاتحاد البريدي العالمي            | ?                     | ?                     |
|             | يونسكو                             | 4 نوفمبر 1946         | 18 يوليو 1980         |
|             | البنك الدولي للإنشاء والتعمير      | 14 يناير 1946         | 13 يناير 1978         |
|             | وكالة ضمان الاستثمار متعدد الأطراف | 7 يناير 1993          | 19 مايو 2005          |
|             | منظمة التجارة العالمية             | ?                     | ?                     |
|             | الاتحاد الدولي للاتصالات           | 4 يوليو 1877          | 28 فبراير 1967        |
|             | مؤسسة التمويل الدولية              | 31 ديسمبر 1956        | 2 فبراير 1983         |
|             | منظمة الشرطة الجنائية الدولية      | ?                     | ?                     |
|             | الأمم المتحدة                      | 24 أكتوبر 1945        | 21 سبتمبر 1965        |
|             | مؤسسة التنمية الدولية              | 15 مارس 1963          | 13 يناير 1978         |
|             | منظمة حظر الأسلحة الكيميائية       | ?                     | ?                     |

## وصلات خارجية
- موقع وزارة الخارجية البرازيلية
- موقع وزارة الخارجية المالديفية